# Municipio de Cunduacán
El municipio de Cunduacán es un municipio del estado mexicano de Tabasco, localizado en la región del río Grijalva y en la subregión de la Chontalpa.
Su cabecera municipal es la villa de Cunduacán y cuenta con una división constituida, además, por 10 poblados, 31 rancherías, 59 ejidos y 13 colonias.
Su extensión es de 598.7 km², los cuales corresponden al 2,4% del total del estado; esto coloca al municipio en el duodécimo lugar en extensión territorial.Colinda al norte con los municipios de Comalcalco y Jalpa de Méndez, al este limita con los municipios de Nacajuca y Centro, al sur con el municipio de Centro y el estado de Chiapas, y al oeste con el municipio de Cárdenas.

## Toponimia
El nombre Cunduacán, proviene del maya Kun-ua-kan, en donde Kun= olla, ua=pan y kan= culebra, lo que significa: "lugar de ollas, pan y culebras". 

## Historia
Los primeros pobladores de que se tiene memoria que se asentaron en lo que hoy es el municipio de Cunduacán fueron los ahualulcos o ayahualulcos, quienes vivían en la costa del municipio de Cárdenas y que, debido al azote de los piratas, emigraron hacia el territorio de Cunducacán, fundando y estableciéndose en poblaciones como Huimango, Cúlico, Anta, Cucultiupa y Cimatán.
Dedicados al cultivo y explotación del cacao, establecieron intercambio comercial con pueblos de la península de Yucatán y del Altiplano Central. A la llegada de los españoles en 1518, había numerosos asentamientos en la orilla del río Chacalapa, que en ese tiempo era un brazo del río Mezcalapa, siendo Cimatán (Cunduacán) el principal centro comercial de la región.
Al iniciar la conquista y pacificación de Tabasco, se inició también una férrea lucha con los indígenas de Cimatán quienes opusieron una tenaz resistencia a los conquistadores españoles.
En 1522, Hernán Cortés envío al capitán Luis Marín, quien salió de la villa del Espíritu Santo (Coatzacoalcos) en camino a Chiapas, y pasando por la región de Cunduacán intentó pacificarla sin lograrlo, como lo muestra este texto de la Historia Verdadera de la Conquista de la Nueva España, escrita por Bernal Díaz del Castillo quien participó en dicha expedición:

..."Como los de Zimatán no querían venir a la villa ni obedecer mandamientos que les enviaban, acordó el capitán Luis Marín que fuesemos un grupo de 4 para que les llamásemos buenamente para que no se enojasen (...) y yendo a su provincia les enviamos mensajeros y la respuesta que dieron fue que salen a nosotros tres escuadrones de flecheros y lanceros que a la primera refriega de flechas mataron a dos de nustros compañeros y a  mi me dieron un flechazo en la garganta y contanta sangre que me salía estuvo mi vida en harto peligro..." Historia Verdadera de la Conquista de la Nueva España

El español Rodrigo Rangél realizó una campaña militar en 1523 entrando también por la villa del Espíritu Santo (Coatzacoalcos) en compañía de Bernal Díaz del Castillo., sin embargo, fracasó en su intento por pacificar la región. Como lo demuestra el siguiente texto de la "Historia Verdadera de la Conquista de la Nueva España"

..." Hernando Cortés enviaba al capitán Rangel para que conquistase las provincias que estuviesen en guerra, y señaladamente las de Zimatán, Copilco y Talatupán y apresivió a todos los vecinos de la villa de que fuesemos con el (...)fuimos con Rangel sobre 100 soldados (...)y yendo por nuestro camino para Zimatán que era bien poblado y hallamos otras fuerzas y tirannos tanta flecha que mataron al lebrel y si yo no fuera armado allí quedara, porque me empendolaron siete flechas y salí herido en una pierna y di voces de socorro..." Bernal Díaz del Castillo

En 1529 llega a Tabasco Francisco de Montejo, quien comienza a pacificar la provincia, sin embargo, no logra pacificar a los indígenas de Cimatán".
En 1545 se funda la villa de Santiago Cimatán, que sería la primera población española en la región, sin embargo, poco tiempo después, esta población sería destruida por los indios.
Es hasta 1560 cuando por fin los conquistadores españoles, lograron someter a los aguirridos cimatecos, quienes fueron los últimos tabasqueños en rendirse a los españoles.

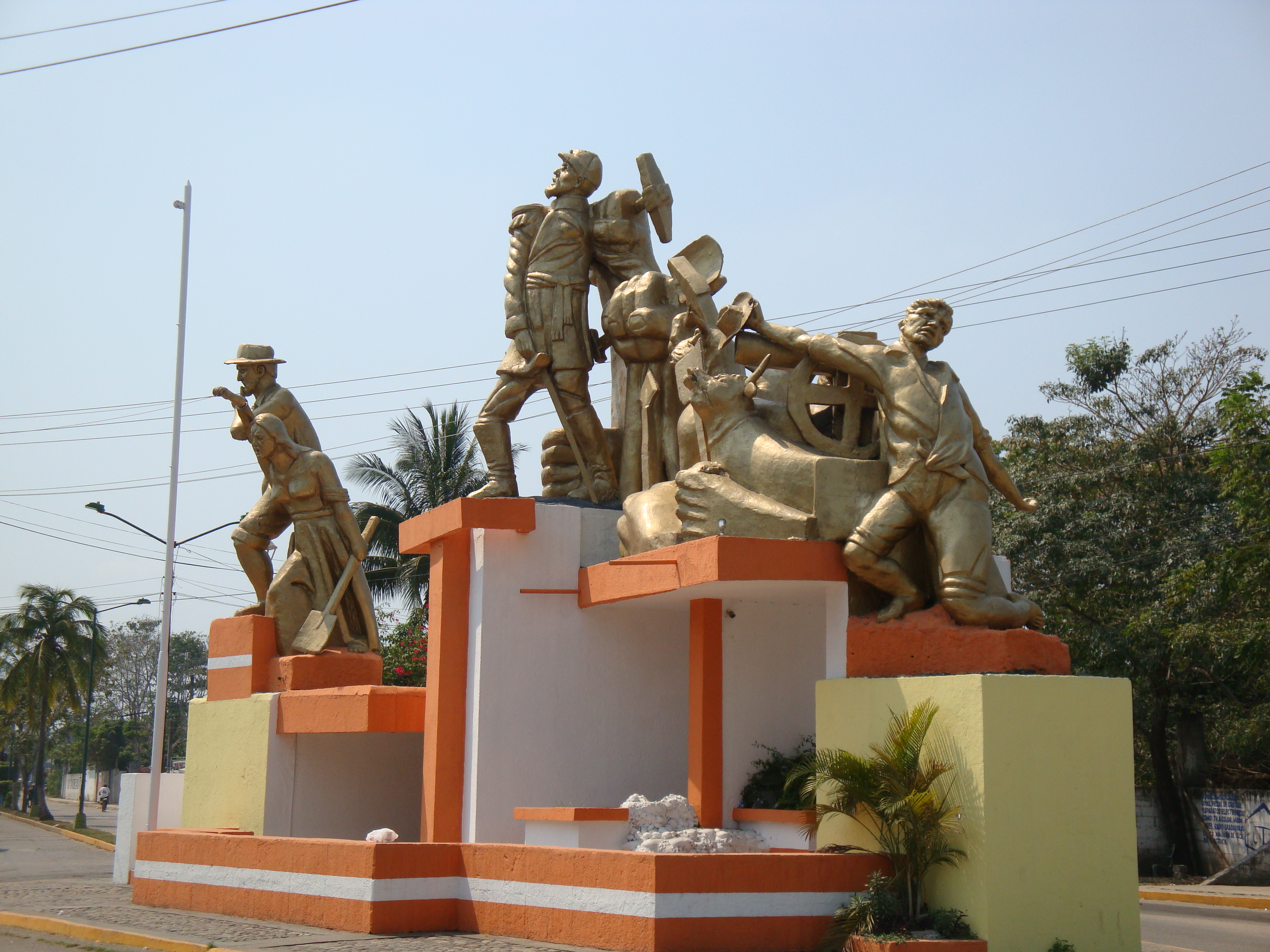
Monumento erigido en honor al triunfo obtenido por las fuerzas liberles tabasqueñas en la Batalla de El Jahuactal.

El 8 de septiembre de 1625 se fundó entre los pueblos de Cucultiupa y Cimatán, la actual cabecera municipal de Cunduacán con el nombre de "villa de la Natividad de Cunduacán".
El 1 de noviembre de 1863, durante la intervención francesa en Tabasco, el coronel Gregorio Méndez Magaña libró en los campos de Cunduacán, la Batalla de El Jahuactal, logrando un glorioso triunfo sobre las fuerzas intervencionistas francesas, consiguiendo con esto que las tropas francesas se replegaran hacia la capital San Juan Bautista, de donde meses más tarde, serían expulsados.

## Personas destacadas
- José Eduardo de Cárdenas y Romero:(1765-1821)- doctor en Teología. Como diputado en las Cortes de Cádiz (España) presentó un documento titulado "Memorias" en el que denunciaba el abandono en que se encontraba la Provincia de Tabasco. De regreso a Tabasco cuando ya había estallado el movimiento independentista de Miguel Hidalgo, se mantuvo fiel al rey Fernando VII. Regresó a su natal Cunduacán como vicario in cápite de la parroquia de la Virgen de la Natividad, donde murió.

- Agustín Ruíz de la Peña y Urrútia:(1790-1868).- Primer Gobernador Constitucional del Estado por la Constitución de 1824.

- Manuel Sánchez Mármol:(1829-1912).- Abogado, escritor, periodista y político. Orientó la lucha contra la invasión extranjera en favor de la causa liberal, levantando el ánimo del pueblo con sus periódicos: "El Disidente" y "El Águila Azteca". Fue secretario general del gobierno del coronel Gregorio Méndez; Diputado local en los estados de Veracruz y Tabasco; Senador y Magistrado del Tribunal Superior de Justicia. En 1879 fundó el Instituto Juárez de Tabasco (hoy Universidad Juárez Autónoma de Tabasco) siendo su primer director Sus obras literarias más sobresalientes fueron las novelas: "Pocahontas", "Juanita Souza" y "Antón Pérez".

- Arcadio Zentella Priego:(1844-1920).- Periodista, escritor, político y maestro. Nació el 12 de enero. Combatió el imperio de Maximiliano en los periódicos "El Radical", "La Idea", "La Civilización", "El Demócrata" y "Unión Liberal". Es considerado precursor de las escuelas rurales en Tabasco, por su trabajo al frente del departamento de Educación en el Estado. Su obra literaria es vasta, destacando la novela "Perico". Fue catedrático de física y química en el Instituto Juárez de Tabasco. Murió en la Ciudad de México el 12 de julio.

## Población
Cuenta con una población de 126 416 habitantes, según el censo de población y vivienda del INEGI del 2010, de la cual 62 368 son hombres y 64 048 son mujeres.

## Medio físico

### Límites municipales
Tiene límites administrativos con los siguientes municipios o accidentes geográficos, según su ubicación:
| Noroeste: Comalcalco | Norte: Comalcalco y Jalpa de Méndez | Nordeste: Jalpa de Méndez |
| Oeste: Cárdenas      |                                     | Este: Nacajuca y Centro   |
| Suroeste: Cárdenas   | Sur: Centro y Reforma (Chiapas)     | Sureste: Centro           |

### Orografía
Su suelo está formado por la llanura costera del golfo, es completamente plano, siendo la mayor elevación de 40 m s. n. m. La altura de la cabecera municipal es de 10 m s. n. m.

### Hidrografía
Su hidrografía la conforman los ríos: Mezcalapa (que sirve de límite por el sur con el municipio de Centro), Samaria, Guayabal, Cucuyulapa, Barí, Cunduacán y Tular; y las lagunas Cucuyulapa y Ballona.
El río Mezcalapa, se bifurca antes de llegar a la ciudad de Cunduacan y por una parte, da origen al río Carrizal que es el que corre al sur de Cucuyulapa y se interna hacia el centro, bordeando a la ciudad de Villahermosa por el lado oeste y norte, donde se junta con el río Grijalva.
Con la otra parte del río Mezcalapa, se forma el río Samaria que es el que atraviesa la carretera federal 180, a la altura del km 133+200 y se interna por las inmediaciones del municipio de Cunduacán, pasando por Cucuyulapa y Cumuapa para después pasar por los municipios de Jalpa de Méndez y Nacajuca.

### Clima
El clima es el característico de la planicie tabasqueña, cálido-húmedo con abundantes lluvias en verano, régimen normal de calor; se cuenta con una temperatura media anual de 26.2 °C, siendo la máxima media mensual en mayo con 30.5 °C, y la mínima media mensual en diciembre y enero con 22.5 °C, alcanzando en mayo temperaturas de 37.º

### Flora y fauna
Debido principalmente a la ganadería extensiva y a la agricultura, en el municipio ya no existen áreas con vegetación original, con excepción de una pequeña porción de selva media perennifolia colindante con el municipio de Cárdenas. En la actualidad, los principales ecosistemas lo conforman tulares, popales y zonas ribereñas.
La laguna Chibirital poblada por abundante flora hidrófita, es considerada reserva ecológica.

#### Fauna
| La fauna que aún se encuentra en el municipio es la siguiente: Nombre Común Nombre Científico Estatus Actual Mamíferos Tlacuache Didelphimorphia Amenazada mapache Nasua Amenazada Aves Zanate Quiscalus mexicanus No Amenazada Pijije Dendrocygna autumnalis Amenazada Garza Blanca Casmerodiis albus No Amenazada Pea Cyanocorax Amenazada Paloma Amenazada Chachalaca Ortalis vetula Amenazada JOITO en peligro de extinción cotorra en peligro de extinción martin pescador en peligro de extinción bolonchaco casi extinto primavera casi extinta correa Amenazada cocopato Amenazado siete presa Amenazado chocolatera casi extinta búho Amenazado jurjul casi extinto pijul Crotophaga sulcirostris Amenazado pistoqué Amenazado macuco casi extinto pico de hacha casi extinto agachon Amenazado tuis Amenazado loro casi extinto majaguera casi extinta tutupana Amenazada Pecho Amarillo Pitangus sulphuratus Reptiles Toloques Basiliscus plumifrons Amenazada Nauyaca Bothrops Amenazada Garrobo Amenazada Iguana Amenazada Lagarto Amenazada Sauyan boa constrictor Amenazada Pochitoque Amenazada Tortuga Amenazada |

#### Flora
El municipio cuenta con zonas lacustres, tulares y tierras aptas para la agricultura y la ganadería, así como zonas representativas de recursos forestales factibles de aprovechamiento entre los que destacan las siguientes:
| Nombre Común Nombre Científico Estatus Actual Macuilli Cedro Rojo Cedrela odorotada Amenazada, Caoba Swietenia macrophilla Amenazada, Jobo Spondian mombin Amenazada, Ceiba Ceiba pentandra Amenazada, Sangre Croton draco Amenazada, Amate Ficus tecolutensis Amenazada, Bojon Cordia alliodra Amenazada, |

## Economía

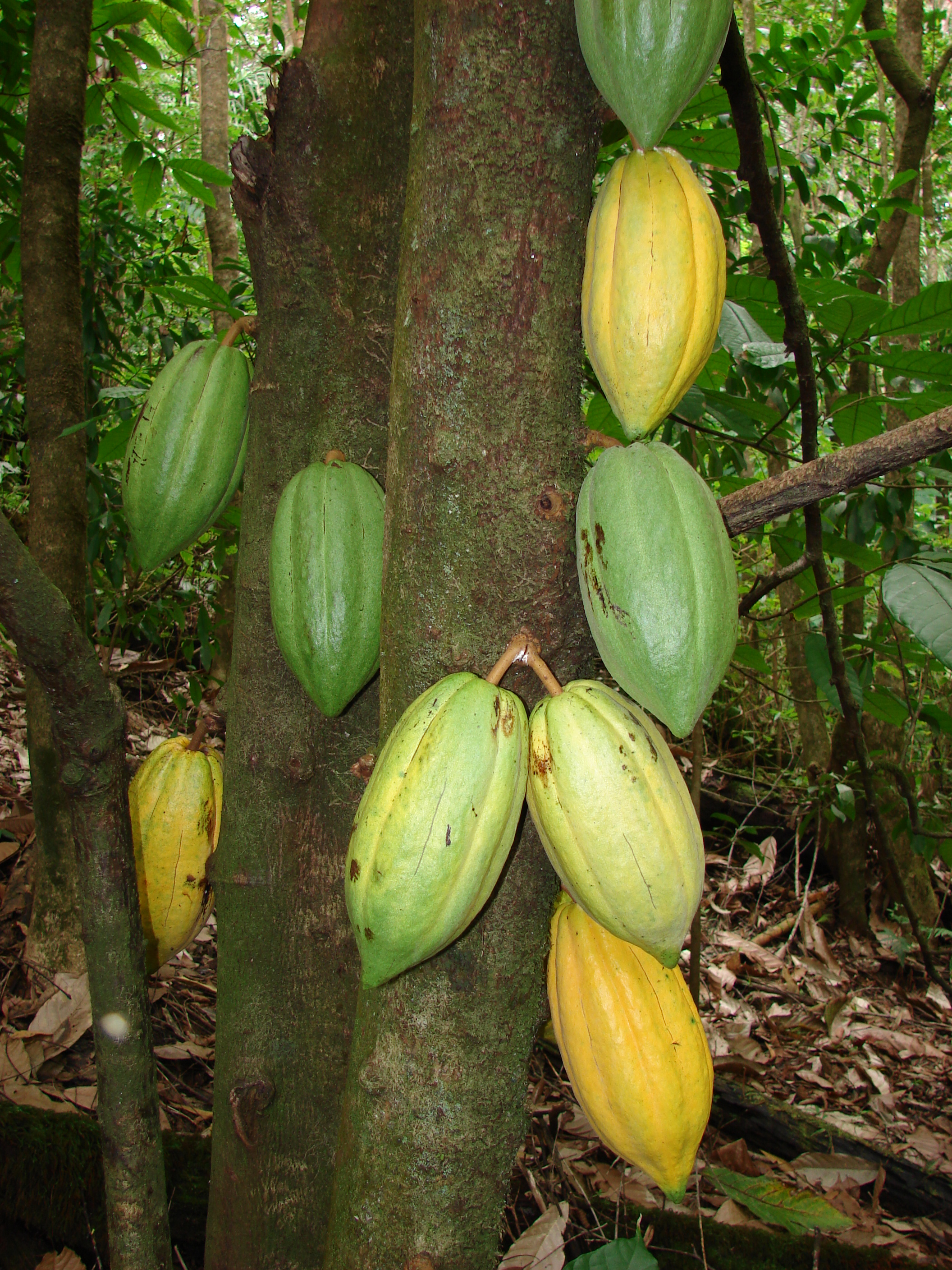
El municipio de Cunduacán es de los principales productores de Cacao en Tabasco

### Sector primario

#### Agricultura
El municipio de Cunduacán es uno de los principales productores de cacao en el Estado, ocupando el 2.º lugar estatal en cuanto a superficie cultivada y volumen de producción; también se cultiva plátano, caña de azúcar; pimienta, coco, maíz, frijol, naranja, y en menor escala sandía y melón.

#### Ganadería
La ganadería es otro sector importante en la economía local practicándose esta actividad de manera extensiva.

#### Pesca
Esta actividad es de baja escala, solo se cuenta con 2 pequeñas lagunas: Ballona y Cucuyulapa; además de algunos cuerpos de agua acumulada en pequeños estanques naturales, que permiten una producción pesquera de autoconsumo.

### Sector secundario

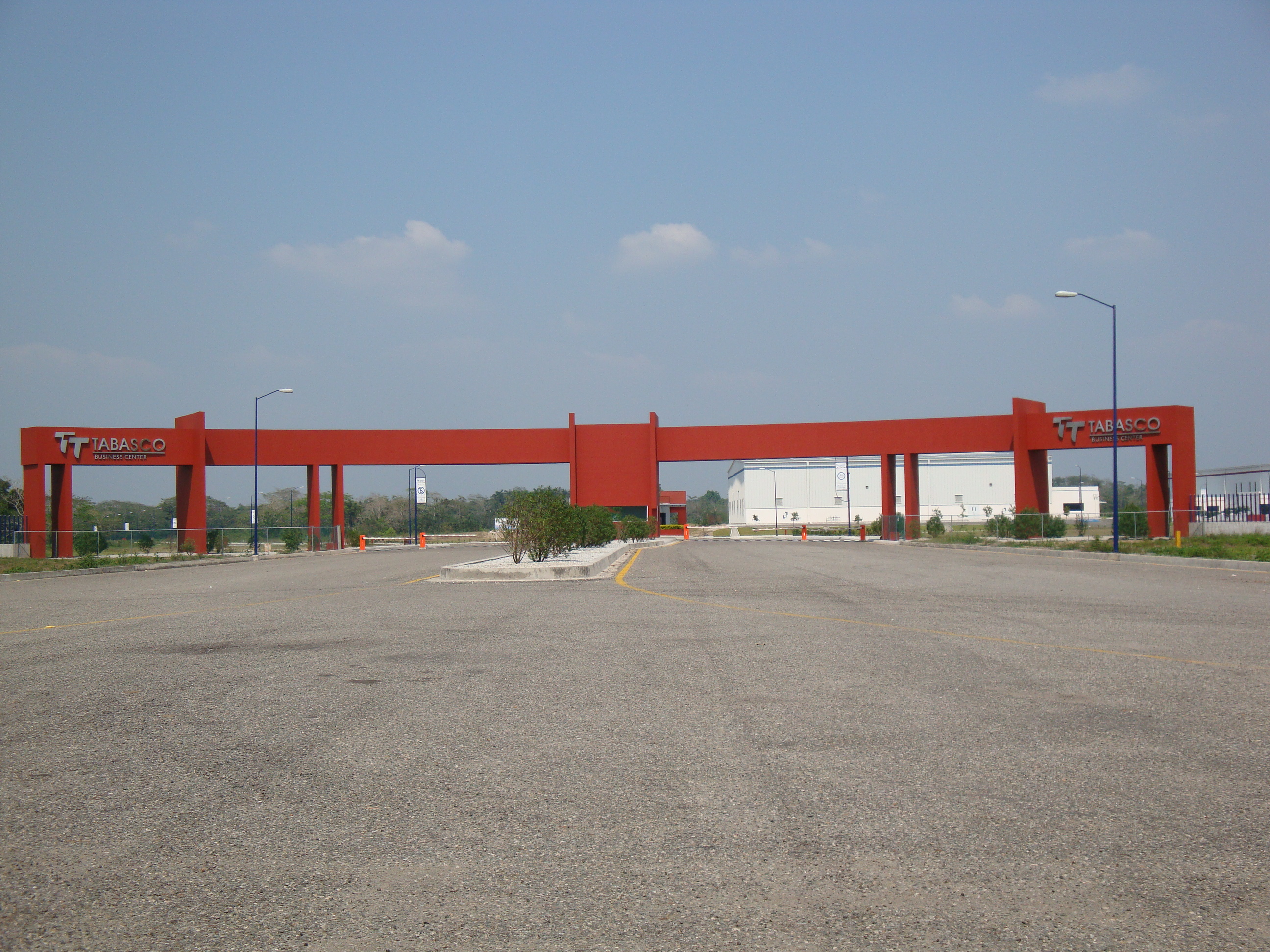
Parque Industrial Tabasco Business Center.

Está representado principalmente por la industria petrolera. Las instalaciones de PEMEX en el municipio, cubren más de la mitad del territorio y circundan materialmente la cabecera municipal. Los principales ductos son Ciudad Pemex-Coatzacoalcos, y Cactus-Dos Bocas, que atraviesan muchas comunidades del municipio Hay registrados 25 corredores con una longitud de 210+041 km entre los que sobresalen Ciudad Pemex–México, Batería Samaria II– Cárdenas; Dos Bocas–Castaño, Oxiacaque–Iride, Bellota—Jolote-Paredón, los cuales transportan gas natural, hidrocarburo refinado y petróleo.
Además, se ubican las siguientes instalaciones petroleras: Batería de Separación Iride II, Samaria II, Samaria Terciario, Bellote, Cunduacán; y las estaciones de compresión: Samaria II, Bellote, y Cunduacán; la planta deshidratadora Samaria II; áreas de trampa: km 77+100 Río Carrizal D.D.V. C.; Almacenamiento, bombeo y desagüe Cunduacán; y la planta de inyección de agua Samaria.
La ubicación estratégica del municipio, en el corazón de la zona petrolera y cerca del puerto petrolero de Dos Bocas, ha propiciado que el Gobierno del Estado promueva el asentamiento de empresas en el municipio, prueba de ello es la instalación del parque industrial Tabasco Business Center, el cual ofrece amplias facilidades y servicios para las empresas que deseen instalarse.

### Sector terciario

#### Comercio
El comercio organizado se integra en la ciudad con tiendas de abarrotes, ropa muebles, calzado, ferretería, materiales de construcción, libros, etc.

## Turismo

### Hacienda La Chonita

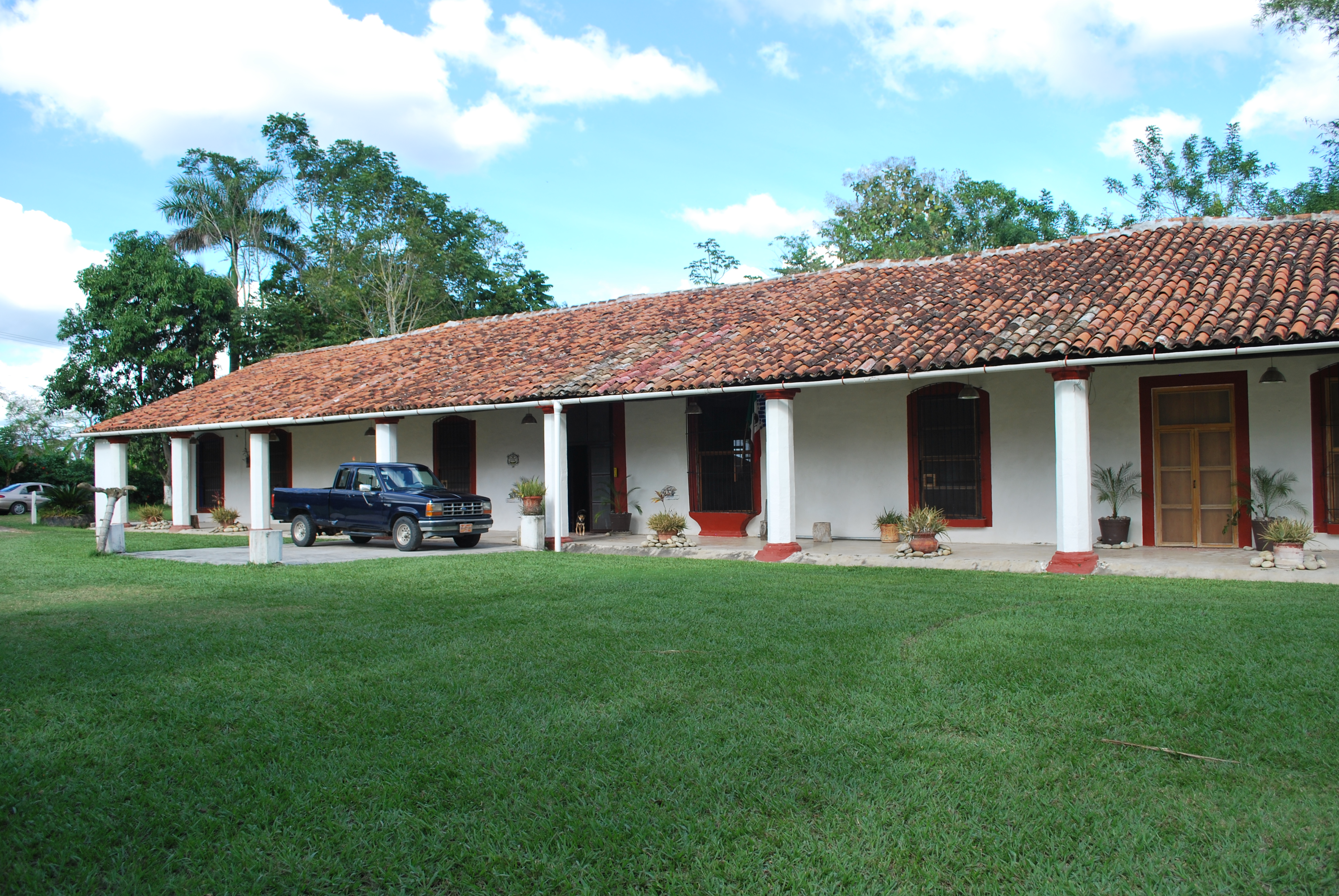
Hacienda "La Chonita".

La hacienda "La Chonita" data del año 1800 es una reliquia cultural debido a su antigüedad, ya que fue habitada por uno de los Gobernadores del estado; Don Santiago Cruces Zentella.  Tiene una superficie de 30 hectáreas y es considerada como visita obligada dentro de la "ruta del Cacao". 
Actualmente ofrece servicios de excursiones para niños y jóvenes con información de educación ambiental y de la vida, contamos con taller de chocolate, freesbe golf, conociendo la flora y fauna de las plantaciones de cacao, venta de chocolate y artesanías, renta de bicis y kayaks, pesca, hospedaje en hostal rural, área de camping y hamacas, información turística de la ruta Maya, servicio de guía en la zona arqueológica de Comalcalco, servicio de Temazcal, masaje relajante y reductivo, alimentación, masaje a domicilio, tratamiento facial y corporal exfoliante, actividades de campo, ambiente familiar.
Visita el sitio web: https://web.archive.org/web/20170915191220/http://haciendalachonita.com.mx/

### Iglesia Las Mirandillas

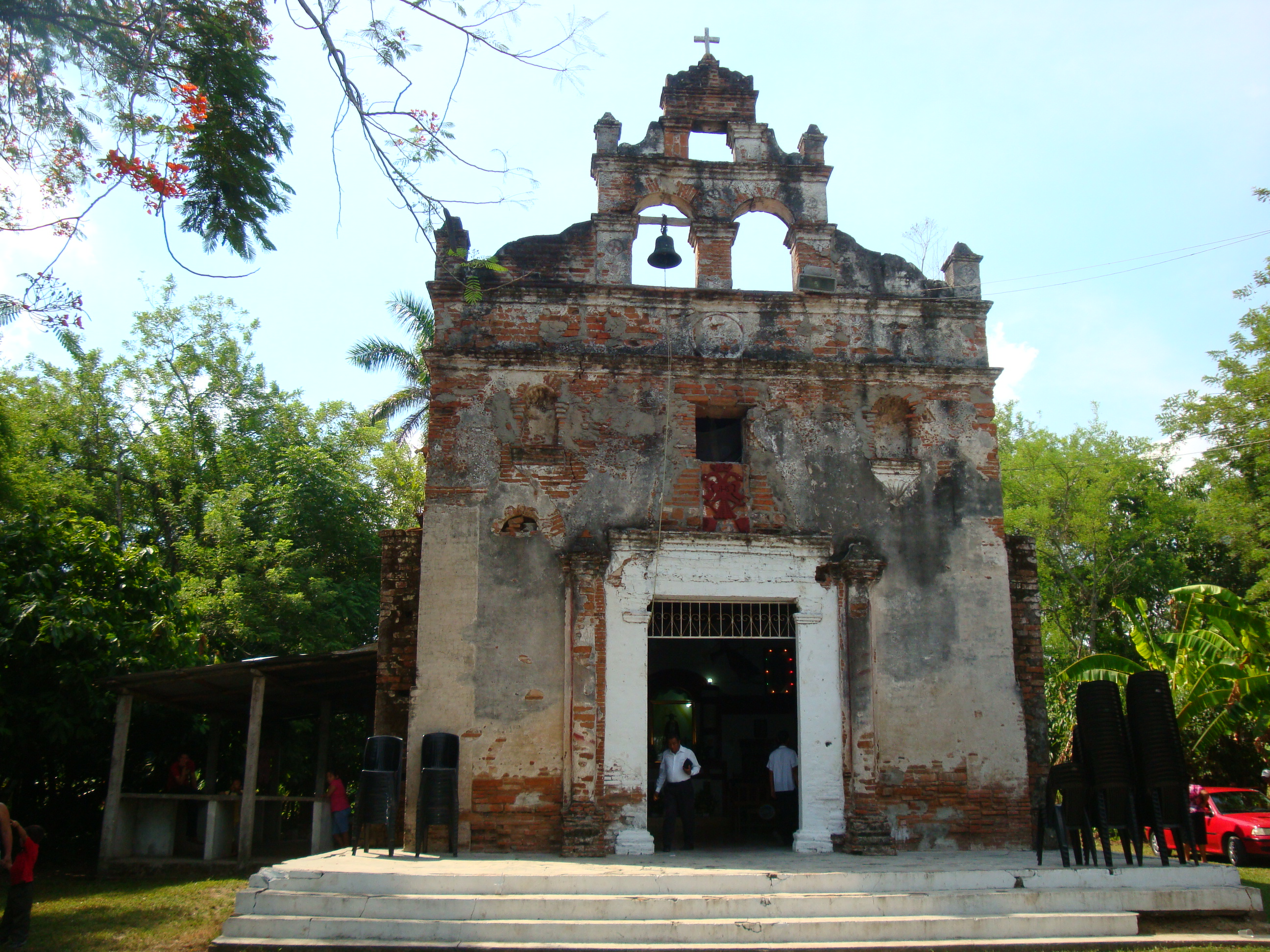
Iglesia "Las Mirandillas", construida en 1724.

El Templo Padre Jesús de Nazaret, conocido popularmente como iglesia de las Mirandillas, está ubicada en la ranchería La Piedra primera sección de este municipio, a 5 kilómetros, exactamente, de la cabecera municipal, precisamente por la carretera que conduce a la región de Río Seco, entrando por la comunidad de Huacapa y Amestoy. Este majestuoso centro religioso se caracteriza por tener un atrio amplio de 80 metros cuadrados, desde la orilla de la carretera hasta la puerta principal. Es además única en esta región por la antigüedad e historia que guarda. En la fachada se observa un relieve tipo barroco, luciendo la insignia de la Corona imperial y la fecha de construcción.  
La fachada principal es de un solo cuerpo donde se encuentra el acceso adintelado, flanqueado por columnas adosadas de fuste liso y capitel dórico, rematadas en pináculos; continuando ascendentemente se encuentra la ventana coral con dos nichos que ostentan peana y venera. 
El remate lo constituye una espaldaña piramidal de bordes mixtilíneos, donde se encuentran cuatro pináculos y, en la cúspide, un pedestal con una cruz de madera. La espaldaña presenta tres vanos, dos se encuentran en un primer nivel, y otro en la parte superior central. En la unión formada por los arcos de los vanos inferior destaca una inscripción que dice “Año de 1724”.
Acerca de la historia de Las Mirandillas, diversos historiadores han coincidido que Don Roberto Cárdenas y Breña heredó la finca de sus padres allá por el año de 1748, cuando ya estaba construida en la región por los misioneros tenían muchos trabajadores distribuidos a lo largo y ancho de las 400 caballerías que formaban esta propiedad, por eso dominicalmente se reunían para celebrar la misa ante el patrono: San Antonio.
Desde 1979 aproximadamente, el Gobierno del Estado y el municipio han procurado el rescate de esta arquitectura colonial, única en esta región por la antigüedad y la historia que guarda.
Actualmente este importante monumento histórico está contemplado oficialmente por las autoridades del Instituto Nacional de Antropología e Historia (INAH), como patrimonio cultural de la nación.

### Iglesia de la Virgen de la Natividad

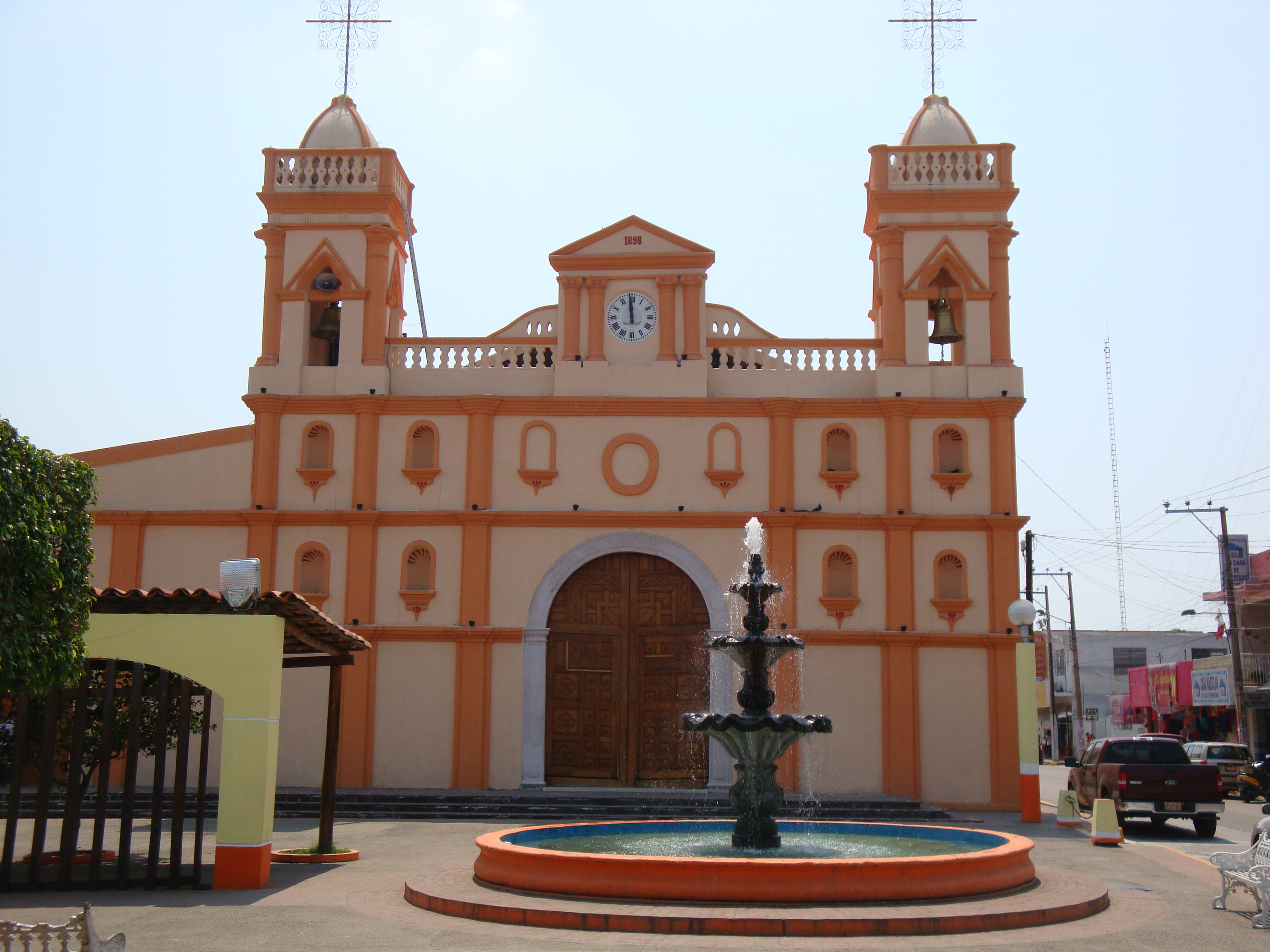
Iglesia de la Natividad de María, en la ciudad de Cunduacán.

La Iglesia de la Natividad de María fue construida en el año de 1725, y se localiza en el centro de la ciudad de Cunduacán.
En la cabecera municipal, existe, varios monumentos, jardines, parques; en la ciudad, se localizan el Mural conmemorativo a la Batalla de El Jahuactal, ubicado en la calle Pedro Méndez esquina 1.º de noviembre. Así como otro mural llamado "Historia de Tabasco" ubicado en el palacio municipal. Ambos realizados por el Pintor Marcelino Colorado Hernández.

### Fiestas populares
Del 1° al 5 de mayo se celebra la feria municipal, es una celebración que dura aproximadamente 5 a 8 días, se llevan a cabo exposiciones gastronómicas, ganaderas y agrícolas. El parque de la feria se llena de juegos mecánicos y diversas atracciones, así como de variados puestos de bebidas, comida y artesanías locales. Se llevan a cabo exhibiciones culturales como bailables, grupos de música tradicional y también de música popular.
El 8 de septiembre se festeja el Aniversario de la Fundación de Cunduacán. Dicho día se llevan a cabo diversas actividades en el centro de la ciudad más que nada de tipo cultural.
El 15 de septiembre se celebra el Día de la Independencia de México, la gente acude a las calles del centro de la ciudad que se llena de puestos de antojitos, bebidas, atracciones mecánicas y espacios para bailar. A partir de las 6 de la tarde hay presentación de bailables, artistas locales y cantantes invitados. A media noche se arrojan fuegos artificiales mientras el alcalde de la ciudad hace sonar las campanas en el palacio municipal. Al día siguiente el 16 de septiembre se lleva a cabo el desfile cívico militar donde participan las diversas escuelas de la ciudad, así como las fuerzas policiales, asociaciones deportivas y de artes marciales y de charrería.

## Principales localidades
- Cunduacán.- Cabecera municipal. En ella se encuentran ubicados los principales edificios públicos del municipio y las representaciones estatales y federales. Las principales actividades económicas son el comercio y el servicio.  La población es de 17,423 habitantes y se localiza a 26 km de la capital del estado.

- Carlos Rovirosa (Tulipán).- Las principales actividades son la agricultura (cacao, naranja y caña de azúcar) y la ganadería. La población es de 9,000 habitantes y la distancia aproximada a la cabecera municipal es de 10 km.

- 11 de Febrero.- La principal actividad es la agricultura (caña de azúcar, cacao, maíz y naranja). La población es de 6,015 habitantes y La distancia a la cabecera municipal es de a 21 km.

- Huimango Segunda Sección.- La principal actividad es la agricultura. La población es de 3,397 habitantes y la distancia aproximada a la cabecera municipal es de a 8 km.

- Cucuyulapa.- Las principales actividades son la agricultura (cacao, plátano, papaya) y la ganadería. La población es de 3,111 habitantes y la distancia aproximada a la cabecera municipal es de a 20 km.

- Libertad.- Las principales actividades son la agricultura (cacao, caña de azúcar, maíz y naranja) y la ganadería. La población aproximada es de 3,183 habitantes y la distancia aproximada a la cabecera municipal es de a 18 km.

- Gregorio Méndez.- Las principales actividades son la agricultura, la ganadería y la industria petrolera. La población es de 1,923 habitantes y la distancia a la cabecera municipal es de a 21.5 km.